# Cyrus Aldrich

Cyrus Aldrich

Cyrus Aldrich (* 18. Juni 1808 in Smithfield, Rhode Island; † 5. Oktober 1871 in Minneapolis, Minnesota) war ein US-amerikanischer Politiker. Zwischen 1859 und 1863 vertrat er den Bundesstaat Minnesota im US-Repräsentantenhaus.

## Werdegang
Cyrus Aldrich besuchte die öffentlichen Schulen seiner Heimat. Danach übte er verschiedene Berufe aus. Unter anderem war er Seemann, Farmer, Vertragspartner für Arbeiten im öffentlichen Dienst und bei der Post. Im Jahr 1837 zog er nach Alton in Illinois. In seiner neuen Heimat begann er auch eine politische Laufbahn. Zwischen 1845 und 1847 war Aldrich Abgeordneter im Repräsentantenhaus von Illinois; von 1847 bis 1849 war er als Notar im Jo Daviess County angestellt. Danach arbeitete er bis 1853 für das Bundeskatasteramt in Dixon. Im Jahr 1855 zog Aldrich nach Minneapolis im damaligen Minnesota-Territorium, wo er in der Holzindustrie tätig wurde. Im Jahr 1857 nahm er an der verfassungsgebenden Versammlung von Minnesota teil. Politisch war er Mitglied der 1854 gegründeten Republikanischen Partei.
Bei den Kongresswahlen des Jahres 1858 wurde Aldrich im zweiten Wahlbezirk von Minnesota in das US-Repräsentantenhaus in Washington, D.C. gewählt, wo er am 4. März 1859 die Nachfolge von William Wallace Phelps antrat. Nach einer Wiederwahl im Jahr 1860 konnte er bis zum 3. März 1863 zwei Legislaturperioden im Kongress absolvieren. Diese waren zunächst von den heftigen Diskussionen im Vorfeld des Bürgerkrieges und dann ab 1861 vom Krieg selbst bestimmt. Ab 1861 war Aldrich Vorsitzender des Indianerausschusses.
Im Jahr 1862 verzichtete Aldrich auf eine weitere Kandidatur. Stattdessen bewarb er sich 1863 erfolglos um einen Sitz im US-Senat. Im Jahr 1865 wurde er in das Repräsentantenhaus von Minnesota gewählt. Im gleichen Jahr wurde er Vorsitzender des Stadtrats von Minneapolis. Ab 1863 war er Bundesbeauftragter zur Untersuchung von Ansprüchen, die sich aus einem Feldzug gegen die Sioux im Jahr 1862 ergaben. Von September 1867 bis zum 15. April 1871 war Cyrus Aldrich Posthalter in Minneapolis. Er starb wenige Monate nach seinem Ausscheiden aus diesem Amt am 5. Oktober 1871.